# Законы Ур-Намму
Законы Ур-Намму — старейший из сохранившихся сводов законов, составленный шумерским царём Ур-Намму, основателем III династии Ура, приблизительно в 2100—2050 гг. до н. э. на шумерском языке и дошедший до наших дней на полуразрушенных табличках.

## Обнаружение
В 1899—1900 гг. археологическая экспедиция Пенсильванского университета обнаружила четыре фрагмента сильно повреждённых глиняных табличек на раскопках в городе Ниппур. В числе прочих находок, два из фрагментов, составивших первый источник текста законов, не привлекли особого внимания и были отправлены в Музей Древнего Востока (в Археологическом музее Стамбула). Его хранитель и составитель каталога Фриц Рудольф Краус, соединив части, определил, что это — текст древних законов, после занес экспонат в Ниппурский каталог и забыл о нём, пока Самуэль Крамер по его подсказке не перевёл их в 1954 году. Из-за ветхости и повреждённости табличек удалось перевести лишь 5 из законов и пролог. Вторым источником, по которому восстанавливались уцелевшие тексты Закона, были две глиняных таблички, в 1965 году найденные Оливером Герни и Крамером на раскопках в городе Ур и переведённые ими. Оба источника являются незаконченными и сильно повреждёнными. В дальнейшем ещё 1 табличка была найдена на раскопках в Сиппаре. Всё вместе это позволило восстановить 40 из 57 законов Ур-Намму.

## Содержание и структура
В преамбуле к статьям законов содержится описание, восхваляющее деяния Ур-Намму, а также описывающее некоторые из них, такие как: реорганизация армии, налоговой системы, установка нормы жертвоприношений, урегулирование системы мер и весов, а также обоснование его легитимности как с божественной точки зрения, так и с точки зрения успехов в политике, внутренней и внешней.